# Saikō
Saikō (斉衡?) fue una era japonesa (年号 nengō?) anterior a la Era Ten'an y posterior a la Era Ninju. Abarcó desde noviembre de 854 hasta febrero de 857. El emperador reinante fue Montoku-tennō (孝徳天皇?).

## Cambio de era
- Saikō 1; 1 de febrero de 854: Saikō gannen (斉衡元年?), se nombra a la nueva era y termina la era anterior en Ninju 4, día 29 del undécimo mes.[6]

## Acontecimientos de la eraSaikō
- Saikō 1, día 13 del sexto mes; 21 de abril de 854: El sadaijin, Minamoto no Tokiwa, también conocido como Minamoto no Tsune, murió a los 43 años.[6][7]
- Saikō 2, primer mes; 855: Los Emishi organizaron una rebelión; y en respuesta, se envió una fuerza de 1000 hombres y provisiones al norte.[8]
- Saikō 2, quinto mes; 855: Se cayó la cabeza del daibutsu del templo Tōdai-ji; el emperador ordenó al entonces dainagon, Fujiwara no Yoshisuke, hermano del sadaijin Yoshifusa, que se encargara de reunir las ofrendas de todos los seguidores del imperio para hacer otra cabeza.[8]

## enlaces externos
- Biblioteca Nacional de la Dieta, «El calendario japonés»: descripción histórica e imágenes ilustrativas de la colección de la biblioteca

- Datos: Q1324664